# Marcin Stajewski
Marcin Stajewski (ur. 14 września 1938 w Warszawie), polski artysta plastyk, scenograf teatralny, telewizyjny i filmowy, projektant form przemysłowych, grafik, wystawiennik. 
Absolwent Akademii Sztuk Pięknych w Warszawie (1963). Od 1963 związany z Telewizją Polską, gdzie stworzył scenografie do licznych programów, w tym spektakli Teatru Telewizji, m.in.: Mazepa, Pan Tadeusz, Beatrix Cenci, Granica, Cudzoziemka, Sługa Boży, Hamlet, Niemcy. Również autor licznych scenografii do zwykłych spektakli teatralnych, w tym Fantazy Słowackiego, Dożywocie Fredry, Twarzą w twarz, Lot nad kukułczym gniazdem i innych.
Został członkiem honorowego komitetu poparcia Bronisława Komorowskiego przed wyborami prezydenckimi w Polsce w 2015 roku.